# Thingol
Elu Thingol je namišljena oseba iz Tolkienove mitologije. Bil je kralj Doriatha in vrhovni kralj sindarov in dober prijatelj Finwëja. Njegov brat je bil Olwë.
Poročil se je z Majarko Melian, ki mu je rodila hčerko Lúthien. Njegov naslednik je bil Lúthienin sin Dior.
```
      
Fingolfin
        
Galdor
     
Thingol
 = 
Melian

            |            |                |
            |            |          (1)   |
         
Turgon
         
Huor
   
Beren
 = 
Lúthien

            |     (2)     |          |
          
Idril
 ======= 
Tuor
        
Dior
 = 
Nimloth

                   |                     |
                   |                -------------
                   |                |           |
                
Eärendil
 ======== 
Elwing
   Eluréd in Elurín
                             |
                      ------------------
                      |                |
                    
Elros
            
Elrond
 = 
Celebrían

                      |                     |
              Númenorski kralji             |
                      :                     |
                   
Elendil
                  |
                      :                     |
               Arnorski kralji              |    
                      :                ---------------
         Dúnedainski vodje             |             |
                      :       (3)      |             |
                   
Aragorn
 ========= 
Arwen
  
Elladan
 in 
Elrohir

                               |
                           
Eldarion
```

Opomba: Poroke med ljudmi in vilini so oštevilčene.
Njegov meč se je imenoval Aranrúth.